# Ratchaburi
Ratchaburi é uma cidade na Tailândia, capital da província de Ratchaburi. Tem uma população de 38.208 (censo de 2006).

## História
Ao mesmo tempo a cidade estava na costa do Golfo da Tailândia. Ao longo do tempo, a costa mudou 30 km ao sul, devido à sedimentação descendo o Mae Klong (rio). Ratchaburi continua a ser um importante centro comercial, no entanto. Descobertas arqueológicas mostram que a área já foi habitada na Idade do Bronze, e a cidade em si é conhecida por ter existido há pelo menos dois mil anos. No século XIII, Ram Khamhaeng conheceu Ratchaburi e incorporou-a ao Sukhothai. Mais tarde, foi um importante centro comercial no reino Ayutthaya. Em 1768, os birmaneses foram expulsos de Ratchaburi pelo Rei Taksin, e a cidade tornou-se parte de Sião. 